# Christine Ingesdotter
Christine Ingesdotter (suédois : Kristina Ingesdotter), morte le 18 janvier 1122, est une princesse suédoise qui par son mariage avec le futur prince Mstislav Ier de Kiev règne sur Veliky Novgorod, Rostov et Belgorod.

## Biographie
Christina est la fille du roi Inge l'Ancien de Suède et de son épouse la reine Hélène de Suède. Elle semble avoir été l'aînée des trois filles du couple car son mariage est célébré avant celui de ses sœurs Margrete et Catherine.
Christina épouse Mstislav-Harald, qui est prince Veliky Novgorod, Rostov, et Belgorod pendant leur union. Selon Vasily Tatishchev leur mariage intervient en 1095. L'historien polonais Dariusz Dąbrowski estime que l'assertion de Tatischev ne repose sur aucune source fiable et que Christine épouse Mstislav entre 1090 et 1096.
Le sceau personnel de Christine a été retrouvé, il représente une femme avec une couronne et une auréole de saint, et l'inscription « Sainte Christina » en grec. La princesse Christina semble avoir été considérée comme une sainte par l'église de Nereditsa, ce qui peut être interprété comme le signe 
qu'elle ait fait l'objet d'un culte local.
Son père Inge l'Ancien meurt en 1110, et il a comme successeurs sur le trône ses neveux. Vivant dans la Rus' de Kiev, Christine est considérée par les suédois comme trop éloignée pour participer à la succession paternelle, ce qui fait que ses deux jeunes sœurs Margrete Fredkulla de Danemark et Catherine Ingesdotter sont les seules héritières de leur père. 
Il apparaît toutefois que Margrete partage son héritage avec sa nièce Ingrid en Norvège, et son autre nièce Ingeborg Mstislavna au Danemark, on leur attribuant un quart chacune : Ingeborge est la fille de Christine et sa seule descendante résidant en Scandinavie. Elle vit au Danemark après son mariage avec un prince danois, ce qui justifie la part d'un quart qu'elle reçoit de l'héritage de sa mère, Christine.
Christine meurt le 18 janvier 1122. Trois ans après son décès son époux Mstislav Ier devient grand-prince de Kiev.

## Postérité
Christine et Mstislav ont dix enfants :
1. Ingeborg (vers 1100 - après 1137), mariée vers 1118 avec Knud Lavard du Danemark (assassiné le 7 janvier 1131), et mère du roi Valdemar Ier de Danemark ;
2. Malfrid (vers 1105 - après 1137), épouse du roi Sigurd Ier de Norvège dont elle se sépare vers 1128 et ensuite du roi Éric II de Danemark (assassiné le 18 septembre 1137) ;
3. Eupraxia, épouse d'Alexis Comnène (1106-1142), fils de Jean II Comnène, coempereur de 1122 jusqu'en 1142 ;
4. Vsevolod Gabriel (1103 - 1138), prince de Novgorod en 1117 mort le 11 février 1136 ;
5. Maria (morte en 1179), mariée avec Vsevolod II de Kiev, grand-prince de Kiev ;
6. Iziaslav II (1100-1154), grand prince de Kiev (en 1146, 1149 et 1150-1154) ;
7. Rostislav Ier (1115-1168), grand-prince de Kiev (1154-1155 et 1157-1168) ;
8. Sviatopolk de Pskov (mort en 1154), prince de Pskov, de Polotsk, de Boretskaïa, de Loutsk et de Vladimir-Volhynie ;
9. Rogneda, mariée avec Iaroslav Sviatopolkovitch, prince de Volhynie ;
10. Xenia, épouse Briatchislav Davidovitch de Izyaslawl.

## Notre et références
- (en) Cet article est partiellement ou en totalité issu de l’article de Wikipédia en anglais intitulé « Christina Ingesdotter of Sweden » (voir la liste des auteurs).

1. 1 2 3   Dariusz Dąbrowski, Genealogia Mścisławowiczów. Pierwsze pokolenia (do początku XIV wieku), Kraków, Avalon, 2008, 816 p. (ISBN 978-83-60448-54-0), p.78-79.
2. ↑  Янин В. Л. Актовые печати Древней Руси. Х-XV вв. Т. 1. — М.: Наука, 1970.
3. ↑  Murjāņi MF  K symbolism Nereditskoy målning // Kultur av medeltida Ryssland. - M., 1974.
4. 1 2  Kungagravar och medeltidshistoria, Beckman, Natanael, Fornvännen 22-47, 1921.